# بویانا ژیوکوویچ
بویانا ژیوکوویچ (انگلیسی: Bojana Živković؛ زادهٔ ۲۹ مارس ۱۹۸۸) بازیکن والیبال زن اهل صربستان است.